# Československá basketbalová liga 1948-1949
La Československá basketbalová liga 1948-1949 è stata la 20ª edizione del massimo campionato cecoslovacco di pallacanestro maschile. La vittoria finale è stata ad appannaggio del Sokol Brno I.

## Risultati

### Stagione regolare

#### Campionato ceco
|     | Squadra             | G  | V  | N  | P | PF  | PS  | Pt. | Qualificazione |
| --- | ------------------- | -- | -- | -- | - | --- | --- | --- | -------------- |
| 1.  | Sokol Brno I        | 18 | 15 | 3  | 0 | 790 | 519 | 30  | seconda fase   |
| 2.  | Sparta Bubeneč      | 18 | 14 | 2  | 2 | 720 | 609 | 30  | seconda fase   |
| 3.  | Sokol Žižkov        | 18 | 11 | 7  | 0 | 630 | 570 | 22  | seconda fase   |
| 4.  | Sokol Pražský       | 18 | 11 | 7  | 0 | 801 | 737 | 22  | seconda fase   |
| 5.  | Sokol Kolín         | 18 | 11 | 7  | 0 | 704 | 682 | 22  |                |
| 6.  | Sokol Židenice      | 18 | 8  | 7  | 3 | 613 | 635 | 19  |                |
| 7.  | Staropramen Praga   | 18 | 9  | 9  | 0 | 711 | 650 | 18  |                |
| 8.  | Železničáři Ostrava | 18 | 2  | 14 | 2 | 637 | 746 | 6   |                |
| 9.  | Sokol Praga III     | 18 | 2  | 14 | 2 | 541 | 713 | 6   | retrocesse     |
| 10. | Sokol Slavia Praga  | 18 | 2  | 15 | 1 | 602 | 833 | 5   | retrocesse     |

### Seconda fase
|    | Squadra          | G | V | N | P | PF  | PS  | Pt. | Qualificazione |
| -- | ---------------- | - | - | - | - | --- | --- | --- | -------------- |
| 1. | Sokol Brno I     | 5 | 4 | 1 | 0 | 183 | 128 | 8   |                |
| 2. | Sparta Bubeneč   | 5 | 3 | 2 | 0 | 162 | 135 | 6   |                |
| 3. | Sokol Pražský    | 5 | 2 | 2 | 1 | 158 | 163 | 5   |                |
| 4. | Sokol Bratislava | 5 | 1 | 2 | 2 | 135 | 147 | 4   |                |
| 5. | VŠ Bratislava    | 5 | 2 | 3 | 0 | 142 | 168 | 4   |                |
| 6. | Sokol Žižkov     | 5 | 1 | 3 | 1 | 117 | 146 | 0   |                |

| Československá basketbalová liga 1948-1949 |
| ------------------------------------------ |
| Sokol Brno I 4º titolo                     |

## Formazione vincitrice
| N° | Naz.                      | Ruolo | Sportivo        |  | Alt. |  |
| -- | ------------------------- | ----- | --------------- |  | ---- |  |
|    | Cecoslovacchia (bandiera) |       | Ivan Mrázek     |  | 171  |  |
|    | Cecoslovacchia (bandiera) |       | Jan Kozák       |  |      |  |
|    | Cecoslovacchia (bandiera) |       | Luboš Kolář     |  |      |  |
|    | Cecoslovacchia (bandiera) |       | Miroslav Dostál |  |      |  |
|    | Cecoslovacchia (bandiera) |       | Radoslav Sís    |  |      |  |
|    | Cecoslovacchia (bandiera) |       | Helan           |  |      |  |
|    | Cecoslovacchia (bandiera) |       | Miloš Nebuchla  |  |      |  |
|    | Cecoslovacchia (bandiera) |       | Milan Fráňa     |  |      |  |
|    | Cecoslovacchia (bandiera) |       | Studený         |  |      |  |
|    | Cecoslovacchia (bandiera) |       | L. Polcar       |  |      |  |
|    | Cecoslovacchia (bandiera) |       | Petera          |  |      |  |
|    | Cecoslovacchia (bandiera) |       | Touš            |  |      |  |
|    | Cecoslovacchia (bandiera) | All.  | L. Polcar       |  |      |  |

## Fonti
- Ing. Pavel Šimák: Historie československého basketbalu v číslech (1932-1985), Basketbalový svaz ÚV ČSTV, květen 1985, 174 stran
- Ing. Pavel Šimák: Historie československého basketbalu v číslech, II. část (1985-1992), Česká a slovenská basketbalová federace, březen 1993, 130 stran
- Juraj Gacík: Kronika československého a slovenského basketbalu (1919-1993), (1993-2000), vydáno 2000, 1. vyd, slovensky, BADEM, Žilina, 943 stran
- Jakub Bažant, Jiří Závozda: Nebáli se své odvahy, Československý basketbal v příbězích a faktech, 1. díl (1897-1993), 2014, Olympia, 464 stran